# Роберт Берд
Роберт Карлайл Берд (англ. Robert Carlyle Byrd; нар. 20 листопада 1917, Норт-Вілксборо, Північна Кароліна, США — пом. 28 червня 2010, Фоллс-Черч, Вірджинія, США) — американський політик, сенатор США від штату Західна Вірджинія з 1959 до 2010 рік. Був членом Демократичної партії.

## Біографія
Навчався у Коледжі Беклі (нині Міський університет Маунтін), Коледжі Конкорд (нині Університет Конкорд), коледжі Морріса Харві (нині Університет Чарльстона) і коледжі Маршалла (нині університет Маршалла), все у Західній Вірджинії. У 1963 році закінчив Вашингтонський юридичний коледж при Американському університеті.
У 24 роки він вступив у Ку-клукс-клан. Цей інцидент обігрується в серії «Вибачення перед Джессі Джексоном» «Південного Парку».
У 1952 році був обраний до Палати представників, в 1958 році — до Сенату. З 1987 року Берд був найстарішим членом Конгресу.
Детальніше про деякі моменти життя і діяльності сенатора Берда можна прочитати в книзі Барака Обами «Зухвалість надії».
На честь Берда названий Радіотелескоп Грін-Бенк (англ. Robert C. Byrd Green Bank Telescope).